# Katharine Houghton

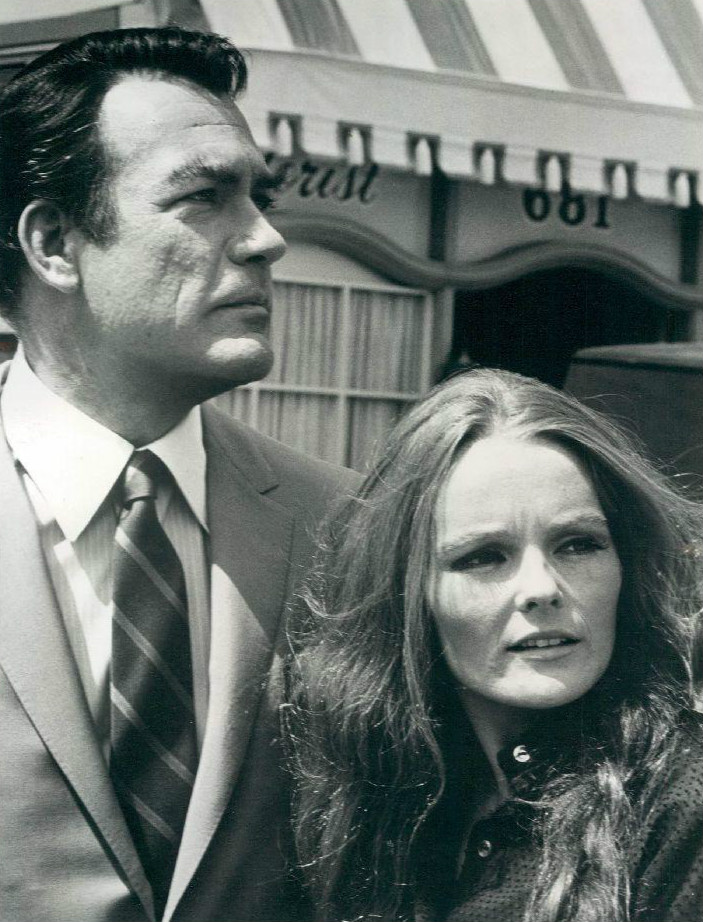
Houghton con Carl Betz en 1968

Katharine Houghton, nacida como Katharine Houghton Grant (10 de marzo de 1945), es una actriz y dramaturga estadounidense. Es conocida especialmente por su papel de Joanna "Joey" Drayton, una joven blanca que lleva a John Prentice, su novio negro interpretado por el actor Sidney Poitier, a cenar a casa de sus padres en la película Adivina quién viene esta noche, de 1967. Katharine Hepburn, quien actuó en la película como su madre, era en realidad tía de Katharine Houghton.

## Primeros años
Houghton nació en Hartford y era la segunda descendiente de Marion Hepburn y Ellsworth Grant, llamada así por su abuela materna, Katharine Martha Houghton Hepburn. Estudió en el Sarah Lawrence College filosofía y arte. Su tía, Katharine Hepburn, la ayudó a lanzar su carrera artística; además su sobrina, Schuyler Grant, mantiene la tradición familiar en el mundo de la actuación.

## Carrera

### Actriz
Houghton ha tenido papeles importantes en más de sesenta producciones de Broadway, off-Broadway y en otros teatros de Estados Unidos, ganando el Theatre World Award por su papel en A Scent of Flowers (off Broadway) en 1969.
Katharine ha actuado en 10 películas, siendo la más reciente The Last Airbender, dirigida por M. Night Shyamalan, en 2010. Sin embargo, el papel más importante de su carrera es el ya mencionado de Joana en la película de 1967 Adivina quién viene esta noche

### Escritora
Houghton es además dramaturga y también ha traducido obras ajenas para la escena norteamericana.  Once de sus obras han sido llevadas a escena. Su obra Buddha fue publicada en Best Short Plays en 1988. Su musical, Bookends fue premiado en NJ Rep Co. en el verano de 2007, y ha recibido buenas críticas y tenido gran éxito en sus 11 años de representaciones.
En 1975, Houghton escribió para su marido, el actor y escritor Ken Jenkins, una historia infantil, The Wizard's Daughter, la cual se recoge en el libro Two Beastly Tales, ilustrado por Joan Patchen, la primera mujer de su marido.

## Vida personal
Houghton lleva casada con el actor Ken Jenkins desde 1970. Houghton es la madrastra de los tres hijos de Jenkins de su primer matrimonio con la actriz y dibujante Joan Patchen.